# Cidre de Normandie
Le cidre de Normandie est une boisson alcoolisée titrant de 2 % à 8 % d'alcool obtenue à partir de la fermentation du jus de pomme.
Au niveau européen, il est reconnu indication géographique protégée depuis 2000.

## Histoire

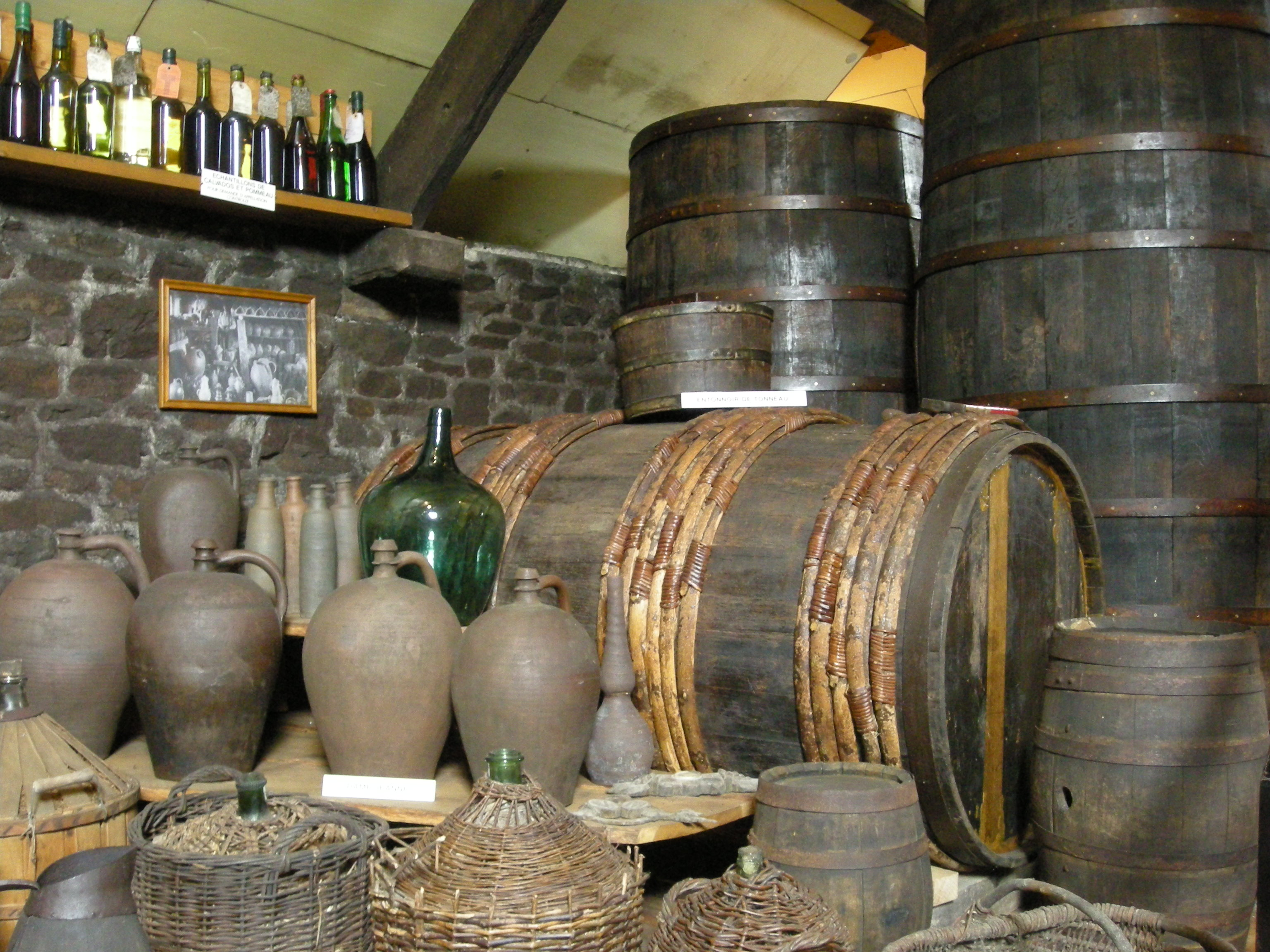
Une cidrerie de Normandie

D’après les auteurs et les documents de l'époque, la diffusion du cidre en Normandie n'est pas très ancienne, elle n'est pas antérieure au XIIe siècle avec l'arrivée de variétés de pommes à cidre du nord-ouest de l'Espagne. Cependant, la culture des pommes est attestée par des noms de lieux anglo-scandinaves qu'il est possible de dater assez précisément, comme remontant à peu près au Xe siècle : Auppegard (Appelgart vers 1160), Épégard (sous la forme latinisée Auppegardus en 1181), comparables à Applegarth dans le Yorkshire (du vieil anglais æppel « pomme », suivi du vieux norrois garðr « clos »), ou Yébleron (Eblelont au XIIIe siècle, du vieux danois æppla « pommes » + lundr « bois »), qui peuvent avoir le sens très général de « pommeraie ».

## Eau-de-vie de cidre
L’Eau-de-vie de cidre de Normandie, depuis le 22 janvier 2015, a obtenu l’indication géographique protégée (IGP).